# Meonstoke
Meonstoke – wieś w Anglii, w hrabstwie Hampshire, w dystrykcie Winchester. Leży 21 km na południowy wschód od miasta Winchester i 92 km na południowy zachód od Londynu. W 2001 miejscowość liczyła 645 mieszkańców.